# Марцияново (Великомихайловский район)
Марцияно́во (укр. Марціянове) — село, относится к Великомихайловскому району Одесской области Украины. Расположено на реке Средний Куяльник.
Население по переписи 2001 года составляло 147 человек. Почтовый индекс — 67134. Телефонный код — 8–04859. Занимает площадь 0,53 км². Код КОАТУУ — 5121680304.

## Местный совет
67134, Одесская обл., Великомихайловский р-н, с. Великозименово, ул. Малиновского, 16